# Hydroptila unicuspis
Hydroptila unicuspis är en nattsländeart som beskrevs av Oliver S. Flint Jr. 1991. Hydroptila unicuspis ingår i släktet Hydroptila och familjen smånattsländor. Inga underarter finns listade i Catalogue of Life.